# Festival Pixels
Pour les articles homonymes, voir Pixels (homonymie).
Le Festival Pixels est un festival de musiques électroniques et d'animations visuelles VJs créé en 2000, se déroulant chaque mois de décembre à Strasbourg en France.
La dernière édition a eu lieu en 2010.

## Historique
Le Festival Pixels, festival de musiques électroniques et animations visuelles se déroule chaque mois de décembre depuis 2000. Le Festival Pixels est une manifestation organisée par l'association Absurde à Strasbourg. 
Le Festival Pixels et sa dénomination Pixels fait référence aux écrans vidéos, au mélange de musiques électroniques et de vidéo.

## Plusieurs lieux et salles à Strasbourg
Le Festival Pixels se déroule dans différents lieux à Strasbourg : le Molodoï, la Laiterie, la Salle de la Bourse, le Café des Anges, le Conservatoire de Strasbourg, le Musée d'Arts Modernes de Strasbourg, le rafiot, l'Espace Open, la Salle Albert Schweitzer, l’Hippocampe...

## Programmation du Festival Pixels

### Édition 2010
L'édition 2010 a eu lieu les 19, 28 et 29 décembre. À la salle de la bourse et au conservatoire de Strasbourg. 

#### VJs
VJ Kashmir
VJ Bombaklak
VJ Tintin
Vj'ill
Loopkaos VJ

#### DJs
Phuture Traxx
CYBER SEB
VOODOO J
DJ BOUTO
Dee Dave
Dj From The Crypt
Mister Natasha
XDS
Monsieur Zimmermann & Céline B
Crystal Distortion
Suburbass
Caterva feat VJ Kashmir
Moumouth
KRS
Extrawelt Live
André Galluzzi
M.in & Patrick Kunkel Live
Pepperpot
Dirty Monitor
Toilettes Mix(tes)

### Édition 2009
L'édition 2009 a eu lieu le 19 et le 29 décembre.

#### DJs
Antony Adam (goodlife - metz)
DJ from the Crypt (beatemup.fr)
Traffic Flow (welcommunity)
Tobi Neumann (cocoon.net)
Cassy (cocoon.net)
Patrick Kunkel
M.in

#### VJs
VJ Mimikrakra (la brigade du son)
VJ Chrisro
VJ Rezo (le mans) 
VJ Loopkaos (trier)
VJ Smad (paris)
Toilettes Mix[tes] avec Moldav, did jesus cry?! leeKid

#### Installation et performances
Bertrand Gondouin
Cocoon Dancers

### Édition 2008

#### DJs
BULU (Résident Micro @CocoonClub)
Gulivert (No Time For Sleeping)
Steeven B (Subtronic)
At'lhas (Souldancer / RBS)
Frank Lorber (Cocoon.net)
Jennifer Cardini (Paris)
Patrick Kunkel (Frankfurt)
Robert Dietz (Cécille Records)
Hervé AK (Kompakt)
Hollefex (Alles Wird Gut, Munich)
Fenomen (Nitebeat France)
Juliano (Art-rhythms)
Oliver M (Art of Moove)
DJ from the Crypt (Subtronic)
212 Fahrenheit (Heidelberg)

#### VJs
VJ Mimikrakra (la brigade du son)
LJ Zim
VJ Wilfrid (Lyon)
Toilettes Mix[tes] avec Moldav & did jesus cry?!
VJ TREIBLICHT (Heidelberg)
VJ Nad ( Nîmes)

#### Conférence
Ariel Kyrou, directeur associé de Moderne Multimédia

### Édition 2007

#### DJs
F.E.X. / Systematic / Robotronic / Paris
Pepperpot aka Greg Lambert / Flexibulle / Paris
Prozac303 / Noodlesoup / Strasbourg
DJ From The Crypt / Subtronic / WE / Strasbourg 
Patrick Lindsey aka Voodooamt / Allemagne 
ANt[]N x [UMF records / Recycled Loops] / Lyon
Alex’L aka Lowkey / Dijon
Beuns / LIVE / Heretik / Paris
Kepa la pierre / epileptik / Bruxelles
Caterva feat A. Bomba / LIVE / Sens Inverse
Ingo Boss / Cocoon Recordings / Francfort  
Hervé AK / K2 / Octopus / Stir Sound / Obselete / Lyon
Voodoo J / LIVE / Elektrotribe / Exyzt
Traffic Flow
At’lhas / Souldancer / RBS
Vinka / LIVE / patetik / Montpellier
Mem Pamal / LIVE / Fantomatik Rec / Millau
Mehdi Keown / UW / Metz
Lee’Kid / radio404 / LEDLP / breakfist
Toff / indépendant 
Guy Gerber / Live / Cocoon / Tel Aviv
Chris Tietjen / Cocoon / Frankfurt
Max Durante / Rome
Patrick Kunkel aka Nutrunner / LIVE / Silverplanet recordings / Frankfurt
Juliano / Art-rhythms / Strasbourg 

#### VJs
VJ Neurodesign / Platinum event / Hell & Heaven / Strasbourg
VJ Loopkaos / Trier / Allemagne
VJ Tektun visuals / Madrid
VJ ChrisRo / Strasbourg
VJ Miss_yl / Paris
VJ HERVE B AKA M. Nuage / Lille
VJ Blindoff / dvisaon/ kiosk / rachdingue / Lille
Xray Concept Vs ZEro / Montpellier
VJ Atomart / Nice 

#### Lumières
LJ Zim / O2clubbing / Strasbourg

#### Conférences
Jean-Yves LELOUP : “De l’utopie techno à la révolution numérique”
Boris EDELSTEIN : Présentation de Modul8, logiciel de composition vidéo temps réel.
Anne PETIAU : Mix, remix, sampling… Éthiques et pratiques musicales électroniques.
Jerome HEVEY : EXYZT, une plate-forme de création pluridisciplinaire...

### Édition 2006

#### DJs
Jack de Marseille / wicked music
Codec & flexor / live / kitty yo / orange ape / cologne
Cyber Seb / umf rec. / goodvibes / tillend
Yann Thorp / terza rima
Torgull / 46 rec. / paris
Maniak / live / anticore / bordeaux
Krs / live / heretik / le diable au corps / paris
Mehdi keown / uw / metz
Falcom / systematek
Exponenciel / terza rima
Toph / VTR
Log-on / madrid
Marco / krg / asyncrone
Concert-live à 21h : Los Pinguinos
Chris Tietjen / cocoon  / frankfurt / Allemagne
The nut runner / live / frankfurt / Allemagne
Seb Turkey / chicken groove
Miss Tricky 

#### VJs
Tektun Visuals / vj / madrid
JuLiE mEitZ / vj / lyon / detroit

#### Lumières
LJ Zim / O2clubbing / Strasbourg

#### Conférences
RePHLeXion V.1 : Installation multimédia interactive / Présentation d'un tunnel d'image et de son spatialisé.

### Édition 2005

#### DJs
noisebuilder  / heretik / psychobomb / live / paris
mehdi keown / uwe / metz
benji la malice / mangacore / strasbourg
henry dèche / breakfist / montbeliard 
fuelinsekt / peace off / martel en tête / bruxelles
sonic area / live / audiotrauma
twinkle / live / audiotrauma
le talium / live / utm / upr / zhark
fabulous / breakfist 

#### VJs
zelabo / lille
docteur b - armelle - alexandre - absurde video team / strasbourg
brilliant beast / audiotrauma
dEmonstration final scratch par fuelinsekt dans le hall

### Édition 2004

#### DJs
banditos / LIVE / paris
aiwax / infrabass / tours
mental resistance willox & kokille / boxon rec. / LIVE / narbonne
e-dense / rubybreak / soulsoleil / LIVE / perpignan
zvanko vs ottokar / ellipse-soundsystem.com / nancy
à 21h : caterva feat. anita bomba / LIVE / sens inverse
max durante / electrix / 7b / koffeebuzz / rome
takeshi endo / madrid
markus vogel / absurde / frankfurt
monoblock b / LIVE / 7b / zurich
nicolas offner
sexy pie / www.liberté-records.com / LIVE / frankfurt feat. harold todd saxophoniste de lenny kravitz
ralf holl / www.liberté-records.com / frankfurt
chris tietjen / frankfurt
mister natasha / house cream / supa lova 
dj victor newman
dj sonny crocket

#### VJs
vj templar / lyon
haiiku/ RNd & Wish / metz
zoozoozoo.net / vj team / hamburg
vj drilix / paris 
absurde video team

## Archives du Festival Pixels
- Archives du festival Pixels 2009
- Archives du festival Pixels 2008
- Archives du festival Pixels 2007
- Archives du festival Pixels 2006
- Archives du festival Pixels 2005
- Archives du festival Pixels 2004
- Archives du festival Pixels 2003
- Archives du festival Pixels 2002
- Archives du festival Pixels 2001
- Archives du festival Pixels 2000